# Frontera entre Mèxic i Belize
La frontera entre Mèxic i Belize té una longitud total de 278,266 quilòmetres, dels quals 193 corresponen a límit en terra ferma i 85,266 a límit marítim en la badia de Chetumal. És una frontera fixada totalment per cossos d'aigua, sent aquests el riu Hondo, el Riu Blau, la badia de Chetumal i la boca Bacalar Chico.

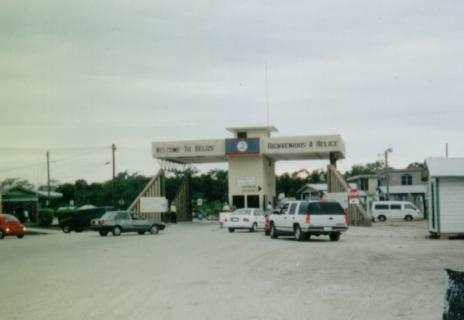
Duana fronterera de Belize a la frontera amb Mèxic.

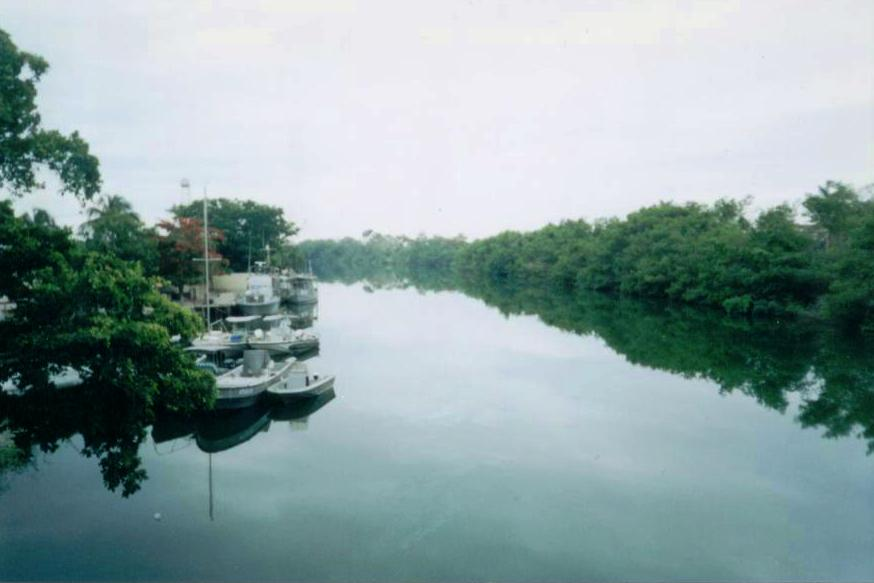
El riu Hondo des del pont internacional entre Mèxic (esquerra) i Belize (dreta).

El pont internacional vist des de Belize cap a Mèxic.

## Història
La frontera entre Mèxic i Belize va ser de difícil demarcació i exploració a causa de la seva localització remota, sobretot pel que fa a Mèxic i la baixa població de la zona, això va permetre la penetració anglesa que va acabar constituint la colònia d'Hondures Britànica, avui Belize; no obstant això Mèxic no va reconèixer la possessió britànica d'aquest territori fins a finals del segle xix a conseqüència del desig del govern mexicà d'acabar amb el contraban d'armes i municions que provinents de Belize proveïen als maies rebels en la Guerra de Castes, de manera que el govern de Porfirio Díaz va convertir en territori federal la zona fins llavors pertanyent a l'estat de Yucatán, constituint el territori de Quintana Roo i va resoldre negociar amb el govern britànic per fixar definitivament la frontera comuna, reconeixent el domini anglès del territori a canvi que els britànics s'abstinguessin de proporcionar armes als maies.
Amb aquesta intenció, Mèxic va designar com a Ministre Plenipotenciari per a les negociacions al Secretari de Relacions Exteriors, Ignacio Mariscal, i el Regne Unit al seu Ministre plenipotenciario a Mèxic, Sir Spenser St. John.

## El tractat
El tractat va ser signat el 8 de juliol de 1893 en la Ciutat de Mèxic i una convenció addicional se li va agregar el 7 d'abril de 1897, està conformat per quatre articles, el primer dels quals fixa el límit fronterer, pel segon la Gran Bretanya es compromet a deixar de proporcionar armes als mayas rebels, el tercer estableix l'obligació de tots dos estats d'impedir que els indis dels seus respectius territoris facin incursions en el del país veí i la cambra estableix la ratificació del tractat pels respectius governs. La convenció addicional, signada pel mateix Ignacio Mariscal i el nou ministre anglès a Mèxic, Henry Nevill Dering, va agregar al tractat l'Article 3 Bis que va establir la llibertat per als vaixells mercants mexicans de navegar sense restricció a través de la Boca Bacalar Chico i totes les aigües territorials angleses en la badia de Chetumal. No obstant això no podien fer-ho les embarcacions militars, para l'ingrés de les quals a la Badia de Chetumal va haver de ser construït el Canal de Zaragoza.

## Frontera
Començant a Boca de Bacalar Chico, estret que separa l'Estat de Yucatán del Cayo Ambergris i les seves illes annexes, la línia divisòria corre al centre del canal entre el referit cayo i el Continent amb direcció al Sud-oest fins al paral·lel de 18° 9' Nord, i després al Nord-oest a igual distància de dues cayos, com està marcat en el mapa annexo, fins al paral·lel 18° 10' Nord; torçant llavors cap al Ponent, continua per la badia veïna, primer en la mateixa adreça fins al Meridià de 88° 2' Oest; llavors puja al Nord fins al paral·lel 18° 25' Nord; de nou corre cap al Ponent fins al Meridià 88° 18' Oest, seguint el mateix Meridià fins a la latitud de 18° 28.5' transcorrent pel centre del canal, d'aquí discorre a través de la badia de Chetumal en una línia feta fallida fins al punt de la desembocadura del riu Hondo en els 18° 28' de latitud nord, remunta el Riu Profund a través del seu canal més profund i després el seu tributari el riu Azul, conegut a Belize com Blue Creek fins al dominat Meridià del Salt de Garbutt i d'aquest punt al sud fins a 17° 49' de latitud nord, límit fixat entre Mèxic i Guatemala.
En l'actualitat, existeixen dos punts de pas oficials situats en el municipi d'Othón P. Blanco, Quintana Roo, al costat de Santa Elena, Corozal:
- El pas pel Pont Internacional Subteniente López, situat a uns 10 quilòmetres de Chetumal, capital de Quintana Roo i principal ciutat de la regió, en aquest punt es construeix un nou pont internacional per millorar les comunicacions entre ambdues nacions;
- el segon punt és el pas pel Pont Internacional Chac-Temal, inaugurat en maig de 2013,[4] es troba a dos quilòmetres del pas número u. Va ser construït a causa de la saturació del Pont Internacional Subteniente López, d'aquesta manera el trasllat entre Mèxic i Belize es pot dur a terme de forma més eficient.

La frontera entre Mèxic i Belize és una de els fronteres menys conegudes pels mexicans, no obstant això ha saltat a l'opinió pública per les denúncies recents sobre el tràfic de persones i estupefaents dut a terme a través d'ella degut precisament al seu relatiu aïllament i poc coneixement, quw s'ha tractat de combatre mitjançant acords binacionals entre Mèxic i Belice. Així mateix ha sorgit una important activitat econòmica i turística, sobretot de part de Belize, que en el punt fronterer amb Subteniente López ha establert una zona de lliure comerç i a l'inici de l'establiment de casinos a la zona, que per estar prohibits a Mèxic, constitueixen un gran atractiu turístic.

### Ciutats a ambdós costats de la frontera
- Subteniente López, Quintana Roo —  Santa Elena, Corozal
- La Unión, Quintana Roo —  Blue Creek Village, Orange Walk

## Remarcació del 2007
A inicis de 2007 es va anunciar de part de la Secretaría de Relaciones Exteriores de Mèxic d'un acord amb Belize per la relimitació dels límits marítims en la Badia de Chetumal, inicialment aquest fet va provocar un ampli rebuig de l'opinió pública de Quintana Roo a causa de la versió que assenyalava que implicava una devolució territorial a Belize que inclouria zones continentals, no obstant això posteriorment es va aclarir que solament era una rectificació del límit marítim, que no modificava el tractat fronterer de 1893.